# Grabbe (ätt)
Grabbe var en svensk-finländsk uradlig frälseätt, känd från godset Segersby i Pärnå socken i Nyland sedan 1500-talet och senare godset Grabbacka i Karis.
Vapen: en halv kräfta in från höger

## Kåskilasläkten
Ätten utgrenades via Göran Månsson till Kåskilasläkten vilken adlades 1564. Göran Månsson använde sig dock aldrig av namnet Grabbe och tydligen inte heller av deras vapen, utan förde en sköld med en stolpvis ställd pistol. Varken Kåskilasläkten eller Grabbe blev introducerade på Riddarhuset och utslocknade i princip båda med Berend Mårtensson någon gång på 1600-talet. 

## Kända medlemmar
- Jöns Hansson, till Segersby i Pärnå socken.
- Nils Månsson Grabbe (död 1549), finländsk ämbetsman
- Elin Nilsdotter Grabbe, gift med Jöns Knutsson (Kurck)
- Beata Grabbe, gift med fogden på Nyslott, Erik Arvidsson (Stålarm)